# Порубіно
Порубіно (рос. Порубино) — присілок Гагарінського району Смоленської області Росії. Входить до складу Серго-Івановського сільського поселення.
Населення — 1 особа. 